# Australische Leichtathletik-Meisterschaften
Die Australischen Leichtathletik-Meisterschaften werden jährlich ausgetragen, um Australiens Meister in einer Reihe von Leichtathletikdisziplinen zu ermitteln. Die Meisterschaften sind wichtig für Athleten, die an den Olympischen Spielen, Commonwealth Games oder Weltmeisterschaften teilnehmen möchten. Die Veranstaltung wird von Athletics Australia durchgeführt. Auch Athleten aus anderen Ländern wie Neuseeland und den USA haben bereits an den Meisterschaften teilgenommen und gewonnen.

## Geschichte
Die Meisterschaften wurden erstmals im Jahr 1890 unter dem Namen Inter Colonial Meet ausgetragen. Der Wettbewerb fanden am 31. Mai 1890 im Moore Park in Sydney statt. Mannschaften aus den australischen Kolonien New South Wales, Victoria, Queensland und Neuseeland traten beim ersten Meeting der Australasian Athletics Championships im Jahr 1893 an.
Ein neuseeländisches Team nahm bis 1928 an dieser Veranstaltung teil. Bei den nächsten Meisterschaften 1930 wurden zum ersten Mal auch Frauenwettbewerbe durchgeführt.
Im Jahr 1933 begannen die Frauen, ihre eigenen Meisterschaften mit einer größeren Auswahl an Disziplinen durchzuführen. Bis auf gelegentliche kombinierte Meisterschaften 1936, 1972 und 1976 blieb die Trennung von Männer- und Frauenmeisterschaften bis 1977 bestehen.

### Separate Durchführung mancher Disziplinen 2007 und 2008
In der Saison 2007/08 wurden die folgenden Meisterschaftswettbewerbe separat durchgeführt:
- 10.000 Meter der Männer und Frauen – Zatopek Classic – 13. Dezember 2007[3]
- 50-Kilometer-Gehen der Männer – Melbourne – 16. Dezember 2007[4]
- 5000 Meter der Frauen – Sydney Grand Prix – 16. Februar 2008[5]
- 5000 Meter der Männer – IAAF World Athletics Tour, Meeting in Melbourne – 21. Februar 2008[6]
- 20-Kilometer-Gehen der Männer und Frauen – Melbourne – 23. Februar 2008[7]